# Jean Paul Muller
Jean Paul Muller SDB (* 13. Oktober 1957 in Grevenmacher, Luxemburg) ist Ordensbruder, war Leiter der Don Bosco Mission in Bonn und ist seit 2011 Generalökonom der Salesianer Don Boscos.

## Leben
Nach einer Ausbildung zum Krankenpflegehelfer in Luxemburg, trat er 1978 in das Noviziat der Salesianer Don Boscos in Jünkerath ein. Nach der ersten Profess absolvierte er zunächst von 1979 bis 1984 eine Ausbildung zum staatlich geprüften Erzieher und war anschließend an verschiedenen vollstationären Einrichtungen der Erziehungshilfe und der Heimerziehung tätig. Von 1991 bis 1995 studierte er Heilpädagogik in Köln. Von 1996 bis 2000 leitete er das Jugendhilfezentrum Don Bosco Helenenberg bei Trier. Anschließend war er bis 2003 Koordinator verschiedener Sozialeinrichtungen im Rahmen des Kinder- und Jugendhilfegesetzes.
Von 2003 bis 2012 leitete Muller die Don Bosco Mission in Bonn, die Missionsprokur der Salesianer Don Boscos in Deutschland. Dort war er von 2009 bis 2012 außerdem geschäftsführender Vorstand des Vereins Don Bosco Mondo e.V.   
Innerhalb der Ordensgemeinschaft war er von 1990 bis 2011 Mitglied des Provinzialrates, zunächst der norddeutschen Provinz, dann ab 2005 der gesamtdeutschen Provinz. Außerdem gehörte er von 1996 bis 2011 der Koordinationsgruppe für die europäischen Einrichtungen der Jugendsozialarbeit und Randgruppenarbeit an. Von 2000 bis 2003 war er am Provinzialat der norddeutschen Provinz der Salesianer Don Boscos Koordinator der erzieherischen Hilfen sowie Leiter der Referate „Öffentlichkeitsarbeit“ und „Freiwilligendienste“. 
Von 2008 bis 2011 war er Moderator im Sozialen Beirat (Consulta mondiale) der Ordensgemeinschaft in Rom. Am 25. Januar 2011 wurde er zum Generalökonom der Ordensgemeinschaft mit Sitz in Rom ernannt.
Beim Berufsverband der Heilpädagogen (BHP) leitete er seit 1996 den Ausschuss „Heilpädagogen in der Jugendhilfe“ und seit 1999 die Arbeitsgemeinschaft „Berufsbild Ethik“. Seit 1998 war er Vorstandsmitglied und 2000 bis 2014 Vorsitzender dieses Berufsverbandes. In seine Amtszeit fällt 2005 die Entwicklung der Europäischen Akademie für Heilpädagogik (EAH) in Berlin und 2013 die Gründung des Internationalen Archivs für Heilpädagogik in Trebnitz. 
Von 1996 bis 1998 baute er den ökumenischen Erziehungshilfeverbund in der Eifel mit auf und war anschließend zusammen mit Günter Funk vom Verein der Schmiedelanstalten in Nannhausen Geschäftsführer der Jugendhilfestationen in der Eifel (Adenau, Bitburg, Daun, Prüm) bis 2002. Im Rahmen des Deutschen Caritasverbandes gehört er von 1998 bis 2005 dem Ausschuss Rheinland-Pfalz (Diözesen Mainz, Trier und Speyer) und dem Vorstand der Arbeitsgemeinschaft „Erzieherische Hilfen in der Diözese Trier“ an. Von 1998 bis 2005 ist er darüber hinaus Gesellschafter des Beratungsinstituts Vista GbR. Seit 2002 ist er Vorsitzender der Stiftung „Iuventus Mundi“, seit 2005 der Stiftung „Bildung ohne Grenzen“. 
Von 2003 bis 2012 war er Bundesvorsitzender der Arbeitsgemeinschaft der deutschen Missionsprokuren. Des Weiteren war er Vorstandsmitglied im Deutschen Katholischen Missionsrat. Von 2009 bis 2011 gehörte er dem Aufsichtsrat der Pax-Bank Köln an. Seit Januar 2011 ist er Generalökonom der Ordensgemeinschaft der Salesianer Don Boscos in Rom. Seit Anfang 2011 ist er Vorsitzender des „Consiglio superiore di Amministrazione“ der Salesianer-Universitaet (Universita Pontificia Salesiana) Rom. Vom Januar 2012 bis zum Oktober 2024 war er Conseiller Ecclésiastique der Luxemburgischen Botschaft beim Hl. Stuhl.

## Werke
- Kostenfaktor Mensch - heilpädagogische Ethik angesichts sozialen Abbaus, Rendsburg 1996
- Mut zum Querdenken - Heilpädagogik im Spannungsfeld neuen Denkens, Kiel 1998
- Ziele und Methoden heilpädagogischer Arbeit in Europa, Berlin 2000
- Educating Young People in Human Rights, Bonn/Johannesburg 2008
- Planning and Development office at the service of the Salesian Charism, 2011
- Provincial Mission office at the service of the Salesian Charism, 2012
- Vernunft, Religion und Liebenswürdigkeit, 2013